# 三斑雀鯛
三斑雀鯛，俗名厚殼仔，為輻鰭魚綱雀鯛科的其中一種，分布於印度西太平洋區，從斯里蘭卡、安達曼海、印尼、馬來半島、日本、台灣、菲律賓至澳洲、所羅門群島、萬那杜等海域，深度0-3公尺，本魚體呈卵圓形而側扁，成魚體黑褐色，幼魚背部橙色，尾柄上側或背鰭末端基部有一圓形鞍狀斑為主要特徵，幼魚時期此一斑點有鑲藍邊，同時在幼魚背鰭後方其條上也有一眼狀斑，到成魚時則消失，背鰭硬棘13枚；軟條14-15枚；臀鰭硬棘2枚；軟條14-15枚，體長7.5公分，棲息在水淺的潟湖、近海珊瑚礁，單獨或小群活動，具有領域性，以浮游生物及藻類為食，生活習性不明，可作為觀賞魚。